# 小行星9929
小行星9929（英語：9929 McConnell）是一颗围绕太阳公转的小行星。1982年2月24日，天文学家橡树岭天文台在哈佛大学天文台发现了此天体。
这颗小行星的绝对星等为61.90882152408814等。